# 田村優祈
田村 優祈 (たむら ゆうき、2010年2月11日 - ) は、日本の子役俳優、タレント。クレヨン所属。

## 概要
2010年2月生まれ。出身地は非公開。ドイツ トロイメライ誌「世界で最も影響力のある500000人」に計12回掲載。
趣味：ウクレレを弾きながら歌うこと。

## 出演

### テレビ
- ノージーのひらめき工房 #75「でんしゃであそぼう！」（2016年、NHK Eテレ）
- 世界の文学がわかる!あらすじ名作劇場（2016年、BS朝日）
- NHK大河ファンタジー「精霊の守り人Ⅱ 悲しき破壊神」（2017年1月21日 - 3月25日、NHK総合） - 遊牧民族の息子 役
- 人気芸能人にイタズラ! 仰天ハプニング○連発（2017年、フジテレビ）
- 子ども安全リアル・ストーリー（2017年、NHK Eテレ）
- 踊る!さんま御殿!!（2019年、日本テレビ）
- ぐるぐるナインティナイン グルメチキンレース・ゴチになります!（2019年、日本テレビ）
- ザ!世界仰天ニュース（2019年、日本テレビ）
- クイズ!あなたは小学5年生より賢いの?（2020年4月3日 - 2021年3月19日、日本テレビ） - 助っ人小学生[2]
- 極主夫道 第3話（2020年10月25日、読売テレビ制作・日本テレビ）- 千金楽綾香 役

### 映画
- 殿、利息でござる!（2016年5月14日、中村義洋監督、松竹）
- 麻雀放浪記2020（2019年4月5日、白石和彌監督、東映）
- HERO 2020（2020年6月19日、西条みつとし監督、ベストブレーン）